# Хико
Хико (на испански: Xico) е град в щата Мексико в държавата Мексико. Цялата община в която се намира и Хико е с население от 356 352 жители (по данни от 2010 г.). Намира се на изток от Мексико Сити. Пада се в часова зона UTC-6, а през лятното в часово време UTC-6.